# نورایر آراکلیان
نورایر هونانی آراکلیان (ارمنی: Նորայր Հունանի Առաքելյան؛ زادهٔ ۱۷ ژوئیهٔ ۱۹۳۶) یک ریاضی‌دان اهل ارمنستان که از تاریخ تا تاریخ ریاست دانشگاه دولتی ایروان را برعهده داشت وی در زمینه‌های نظریه تقریب و آنالیز مختلط است. وی در سال ۱۹۵۸ از دانشگاه دولتی ایروان فارغ‌التحصیل شد. وی عضو فرهنگستان ملی علوم ارمنستان بود.

## سمت‌ها
- رئیس دانشگاه دولتی ایروان (۱۹۹۱-۱۹۹۳)
- رئیس بخش آنالیز مختلط در انستیتو ریاضیات فرهنگستان ملی علوم ارمنستان (۲۰۰۵-اکنون)

## جوایز
وی برندهٔ جوایزی همچون نشان مسروپ ماشتوتس (۲۰۱۳) و جایزه لنین کومسومول (۱۹۷۰) شده است.